# Boek van de Sui
Het Boek van de Sui of Suishu is een van de boeken uit de Vierentwintig Geschiedenissen, de verzameling officiële geschiedenissen van Chinese keizerlijke dynastieën. Het boek is tot stand gekomen in 636 en beschrijft de geschiedenis van de Sui-dynastie (581-617).

## Ontstaan
In 629 kreeg een groep historici, waaronder Fang Xuanling (房玄齡, 578-648) opdracht van keizer Taizong een geschiedenis van de Sui-dynastie samen te stellen. Tevens werd Wei Zheng (魏徵, 580-643) benoemd tot 'Directeur van de Keizerlijke Bibliotheek' (Mishu Sheng, 秘書省). In 632 kreeg Zhangsun Wuji (魏徵, 594-659) de taak opgedragen de documenten te sorteren, zodat het werk in 636 kon worden voltooid. Wei Zheng werd vermeld als hoofdredacteur.

## Inhoud
De Suishu bevat 85 juan. Wei Zheng volgde de indeling van de Shiji en de Hanshu:
| dynastieke geschiedenis | benji (annalen) | shijia (erfelijke geslachten | biao (tabellen) | shu (verhandelingen | liezhuan (biografieën) | Totaal aantal juan |
| ----------------------- | --------------- | ---------------------------- | --------------- | ------------------- | ---------------------- | ------------------ |
| Suishu                  | 5               | -                            | -               | 30                  | 50                     | 85                 |

In de verhandeling over geografie staan belangrijke mededelingen over de omvang van de bevolking in de verschillende regio's, traditionele gebruiken en planten die werden verbouwd. De verhandeling over muziek geeft informatie over liederen en muziekinstrumenten en vormt daarmee een belangrijke bron voor de Chinese cultuurgeschiedenis. Juan 32-35 omvat de 'catalogus van de keizerlijke bibliotheek' (jingjizhi 經籍志). Deze verhandeling is van belang voor de kennis van werken die inmiddels verloren zijn geraakt.

## Chinese tekst
- 魏徵, 《隋書》 (85卷), 北京 (中華書局), 1973 (Wei Zheng, Suishu (85 juan), Beijing (Zhonghua shu ju), 1973), 6 delen, 1904 pp.

Herdrukt 1999, ISBN 9787101021288. De Zhonghua uitgave van de Vierentwintig Geschiedenissen is de meest gebruikte uitgave. De teksten zijn voorzien van leestekens, ingedeeld in paragrafen en geschreven in traditionele karakters.